# Erico Lund
Erico Ejvind Lund (oprindelig Erik Ejvind Lund – navneforandring 6. marts 1970) (1. maj 1933 i København – 3. oktober 1983 i Gentofte) var en dansk gøgler og tryllekunstner og nok mest kendt for at have været Pjerrot på Dyrehavsbakken fra 1963 og frem til sin død. Han var søn af bakkekongen Orla Lund og bakkesangerinden Rut Emilie Lund. Fra begyndelsen af 1950'erne var han læredreng hos Professor Tribini, inden han i 1963 afløste William Gervasius Rasmussen som Pjerrot.
I 1968 medvirkede han i spillefilmen I den grønne skov og fra 1976 overtog han ledelsen af Bakkens feriefester.